# 援手之家
援手之家（英語：The Helping Hand；簡稱 THH）是一家位於新加坡的一家中途之家，為已註冊的非政府組織。該機構的宗旨是「透過耶穌基督的愛改變前科者的生命，使他們成為復原且勤奮的人，重新融入社會，成為穩定且有貢獻的公民」。

## 歷史與運作模式
援手之家於1987年由曾為海洛因吸毒者的Robert Yeo創立。該組織在新加坡社會及家庭發展部註冊為志願福利機構，並擁有公益機構（Institution of Public Character）資格。
該機構旨在透過四種治療方式──靈性、工作、社交與身體治療──協助吸毒者康復。接受治療者（稱為「住民」）一般會進行3至6個月的康復計畫，期間會接受個別及小組輔導。住民須在位於實龍崗的機構宿舍內全程接受治療。

## 資金源
援手之家主要透過其經營的家具業務銷售獲得運營資金。其價格定價比市場價格低10%至20%。因此，它可被定義為一家社會企業。其位於實龍崗的場所作為倉庫，向公眾展示數百件印尼製造的柚木家具。援手之家亦從其搬運服務中獲得收入。他們為這兩項服務聘用住民作為工人。
據2011年報導，雖然越來越多人使用其服務，但由於其大部分工人是前吸毒者，援手之家的業務仍面臨污名。

## 副業
援手之家也參與由住民發起的許多副業。這些服務包括電腦維修和園藝服務。這些副業的主要目的是幫助前罪犯，而非創造利潤。這些副業通常在住民表示對某項他們希望探索的業務感興趣時啟動。